# Sound of Scarp
Der Sound of Scarp (gälisch: Caolas an Scarp) ist eine Meerenge in Schottland. Er ist Teil der Äußeren Hebriden und trennt die Inseln Harris und Scarp.

## Geographie
Die etwa 3,7 Kilometer lange Meerenge verläuft zunächst von Norden nach Süden und knickt nahe dem Weiler Hushinish nach Südwesten ab. An ihrer schmalsten Stelle weist sie eine Breite von rund 400 Metern auf. Inmitten der nördlichen Einfahrt in den Sound of Scarp liegt die kleine Insel Fladday, die auch das Ende des Meeresarms Loch Resort markiert, welcher die Grenze zwischen Lewis und Harris, den beiden Teilen der Doppelinsel Lewis and Harris, bildet.

## Besiedlung
Lewis and Harris selbst ist dünn besiedelt. Einzig der Weiler Hushinish liegt entlang des Sunds. Die Insel Scarp ist seit 1971 unbewohnt. Am Sund befand sich jedoch einst eine Siedlung, die vermutlich bis in die Zeit der Wikinger-Besiedlung der Äußeren Hebriden zurückgeführt werden kann. Dort befindet sich auch der Bootsanleger, der einst hohe wirtschaftliche und infrastrukturelle Bedeutung für Scarp besaß. Der Anleger auf Seiten Harris’ befindet sich bei Hushinish.